# Kreis Steinfurt
Kreis Steinfurt is een Kreis in het noorden van de Duitse deelstaat Noordrijn-Westfalen. Kreisstadt is de gelijknamige stad. De Kreis telt 448.197 inwoners (31 december 2020) op een oppervlakte van 1.795,76 km². Op 31 december 2020 had 10,06% van de inwoners een niet-Duits staatsburgerschap (45.100 niet-Duitsers) en hadden 1.570 inwoners het Nederlandse staatsburgerschap.

## Ligging
Steinfurt ligt in het noorden van Noordrijn-Westfalen en maakt deel uit van de landstreek het Münsterland. De Kreis grenst in het noorden aan de Landkreisen Grafschaft Bentheim en Emsland in Nedersaksen, in het oosten aan de stad Osnabrück en de Landkreis Osnabrück, in het zuiden aan de Kreisen Warendorf en Coesfeld en de stad Münster en in het westen aan Kreis Borken.

## Steden en gemeenten

Gemeenten in Steinfurt

De volgende steden en gemeenten liggen in de Kreis:
| Steden | Gemeenten |
| --- | --- |
| 1. Emsdetten 2. Greven 3. Hörstel 4. Horstmar 5. Ibbenbüren 6. Lengerich 7. Ochtrup 8. Rheine 9. Steinfurt 10. Tecklenburg | 1. Altenberge 2. Hopsten 3. Ladbergen 4. Laer 5. Lienen 6. Lotte 7. Metelen 8. Mettingen 9. Neuenkirchen 10. Nordwalde 11. Recke 12. Saerbeck 13. Westerkappeln 14. Wettringen |

Zie ook: Lijst van Kreise en kreisfreie steden in Noordrijn-Westfalen
Altenberge · Emsdetten · Greven · Hopsten · Hörstel · Horstmar · Ibbenbüren · Ladbergen · Laer · Lengerich · Lienen · Lotte · Metelen · Mettingen · Neuenkirchen · Nordwalde · Ochtrup · Recke · Rheine · Saerbeck · Steinfurt · Tecklenburg · Westerkappeln · Wettringen